# Pescara Calcio 1986-1987
Questa voce raccoglie le informazioni riguardanti il Pescara Calcio nelle competizioni ufficiali della stagione 1986-1987.

## Stagione
Nella stagione 1986-1987 il Pescara, appena retrocesso, fu ripescato in Serie B a causa della radiazione del Palermo per fallimento. Con una formazione allestita per affrontare e vincere il torneo di Serie C1 e con l'emergente allenatore Giovanni Galeone alla guida tecnica, si dimostrò la sorpresa assoluta del torneo cadetto, disputando un campionato di vertice, concluso con il raggiungimento del primo posto, ottenuto dopo una vittoria decisiva (1-0) il 21 giugno 1987, contro il Parma allenato da Arrigo Sacchi, nell'ultima giornata del torneo, che per la squadra abruzzese significò il ritorno in Serie A dopo sette anni di assenza.
Altra soddisfazione di questa stagione memorabile fu l'esplosione del centravanti veronese Stefano Rebonato, autore di 22 reti, delle quali 1 in Coppa Italia e 21 in campionato, che gli permisero di vincere la classifica dei marcatori di Serie B, oltre a dare un sostanzioso contributo alla promozione. Meno bene il percorso del Pescara nella Coppa Italia: inserito nel primo girone di qualificazione, disputato prima del campionato, vi ottenne una sola vittoria e due pareggi, nel raggruppamento che promosse agli ottavi di finale, a sorpresa, l'Empoli e la Casertana.

## Divise e sponsor
Vengono confermate tutte le maglie dell'anno precedente, prodotte dalla N2 e sponsorizzate dalla Cassa di Risparmio Pescara.
| Casa | Casa 2 | Trasferta |  |

## Organigramma societario
Area direttiva
- Presidente: Panfilo De Leonardis
- General manager: Franco Manni

Area organizzativa
- Segretaria: Anna Maria Melchiorre
- Medici sociali: dott. Giuseppe Sacco e dott. Carlo Ciglia

Area tecnica
- Direttore sportivo: Enrico Alberti
- Allenatore: Giovanni Galeone

## Rosa
| N. |                   | Ruolo | Calciatore         |
| -- | ----------------- | ----- | ------------------ |
| -  | Italia (bandiera) | P     | Giuseppe Gatta     |
| -  | Italia (bandiera) | P     | Vincenzo Minguzzi  |
| -  | Italia (bandiera) | P     | Loris Marcello     |
| -  | Italia (bandiera) | D     | Giorgio Benini     |
| -  | Italia (bandiera) | D     | Andrea Camplone    |
| -  | Italia (bandiera) | C     | Roberto Bosco      |
| -  | Italia (bandiera) | D     | Luigi Ciarlantini  |
| -  | Italia (bandiera) | D     | Cristiano Bergodi  |
| -  | Italia (bandiera) | D     | Danilo Ronzani     |
| -  | Italia (bandiera) | D     | Giacomo Dicara     |
| -  | Italia (bandiera) | C     | Gerardo Berardi    |
| -  | Italia (bandiera) | C     | Franco Marchegiani |

| N. |                   | Ruolo | Calciatore           |
| -- | ----------------- | ----- | -------------------- |
| -  | Italia (bandiera) | C     | Luigi Marchionne     |
| -  | Italia (bandiera) | C     | Felice Mancini       |
| -  | Italia (bandiera) | C     | Luigi De Rosa        |
| -  | Italia (bandiera) | C     | Rocco Pagano         |
| -  | Italia (bandiera) | C     | Gian Piero Gasperini |
| -  | Italia (bandiera) | C     | Onofrio Loseto       |
| -  | Italia (bandiera) | C     | Livio Danese         |
| -  | Italia (bandiera) | A     | Stefano Rebonato     |
| -  | Italia (bandiera) | A     | Primo Berlinghieri   |
| -  | Italia (bandiera) | A     | Gianluca Gaudenzi    |
| -  | Italia (bandiera) | A     | Luca Romano          |
| -  | Italia (bandiera) | A     | Luca Bressan         |

## Risultati

### Serie B

#### Girone di andata
| Arbitro: | Tarallo (Como) |

|                      |           |             |
| Gasperini 43’ (rig.) | Marcatori | 33’ Cuttone |

| Arbitro: | Tuveri (Cagliari) |

|                            |           |           |
| Scanziani 25’ Cipriani 82’ | Marcatori | 6’ Pagano |

| Arbitro: | Cornieti (Forlì) |

|            |           |              |
| Pagano 24’ | Marcatori | 64’ Mandelli |

| Cagliari 5 ottobre 1986 4ª giornata | Cagliari           | 0 – 0 referto | Pescara | Stadio Sant'Elia\| Arbitro: \| Acri (Novi Ligure) \| |
| Arbitro:                            | Acri (Novi Ligure) |               |         |                                                      |

| Arbitro: | Bruschini (Firenze) |

|                              |           |  |
| Pagano 65’ Rebonato 74’, 82’ | Marcatori |  |

| Pescara 19 ottobre 1986 6ª giornata | Pescara             | 0 – 0 referto | Lecce | Stadio Adriatico\| Arbitro: \| Lamorgese (Potenza) \| |
| Arbitro:                            | Lamorgese (Potenza) |               |       |                                                       |

| Arbitro: | Felicani (Bologna) |

|            |           |              |
| Brondi 17’ | Marcatori | 82’ Rebonato |

| Arbitro: | Acri (Novi Ligure) |

|              |           |  |
| Rebonato 56’ | Marcatori |  |

| Arbitro: | Vecchiatini (Bologna) |

|                            |           |             |
| Causio 5’, 90’ Bagnato 32’ | Marcatori | 1’ Rebonato |

| Arbitro: | Lombardo (Marsala) |

|                   |           |  |
| Rebonato 77’, 81’ | Marcatori |  |

| Arbitro: | Redini (Pisa) |

|               |           |  |
| Parpiglia 20’ | Marcatori |  |

| Arbitro: | Leni (Perugia) |

|              |           |                        |
| Clementi 80’ | Marcatori | 48’, 60’, 80’ Rebonato |

| Arbitro: | Lo Bello (Siracusa) |

|                           |           |  |
| Rebonato 1’ Gasperini 31’ | Marcatori |  |

| Arbitro: | Baldi (Firenze) |

|                      |           |                     |
| Mochi 37’ Frutti 79’ | Marcatori | 59’ (aut.) Ballotta |

| Arbitro: | Boschi (Parma) |

|              |           |              |
| Rebonato 13’ | Marcatori | 74’ R. Rossi |

| Arbitro: | Cornieti (Forlì) |

|                                    |           |                   |
| Gaudenzi 50’ Benini 71’ Pagano 76’ | Marcatori | 43’ D. Pellegrini |

| Arbitro: | Coppetelli (Tivoli) |

|  |           |              |
|  | Marcatori | 31’ Rebonato |

| Arbitro: | Tuveri (Cagliari) |

|                       |           |                     |
| Rebonato 7’ Bosco 15’ | Marcatori | 71’ (rig.) Ugolotti |

| Arbitro: | Frigerio (Milano) |

|                       |           |                         |
| Bortolazzi 88’ (rig.) | Marcatori | 55’ Rebonato 60’ Pagano |

#### Girone di ritorno
| Arbitro: | Magni (Bergamo) |

|                         |           |  |
| Simonini 46’ Traini 88’ | Marcatori |  |

| Arbitro: | Luci (Firenze) |

|                          |           |                   |
| Gasperini 40’ Loseto 73’ | Marcatori | 66’ (aut.) Benini |

| Arbitro: | Casarin (Milano) |

|                                  |           |  |
| Marino 12’ Poli 18’ Mandelli 59’ | Marcatori |  |

| Arbitro: | Testa (Prato) |

|                                   |           |                                  |
| Bosco 40’ Rebonato 46’ Pagano 68’ | Marcatori | 4’ Maritozzi 44’ Pecoraro Scanio |

| Arbitro: | Boschi (Parma) |

|              |           |  |
| Paolucci 78’ | Marcatori |  |

| Lecce 22 marzo 1987 25ª giornata | Lecce             | 0 – 0 referto | Pescara | Stadio Via del Mare\| Arbitro: \| Frigerio (Milano) \| |
| Arbitro:                         | Frigerio (Milano) |               |         |                                                        |

| Pescara 29 marzo 1987 26ª giornata | Pescara               | 0 – 0 referto | Bari | Stadio Adriatico\| Arbitro: \| Vecchiatini (Bologna) \| |
| Arbitro:                           | Vecchiatini (Bologna) |               |      |                                                         |

| Arbitro: | Mattei (Macerata) |

|             |           |  |
| Sorbello 9’ | Marcatori |  |

| Arbitro: | Sguizzato (Verona) |

|                  |           |  |
| Rebonato 5’, 75’ | Marcatori |  |

| Arbitro: | Lo Bello (Siracusa) |

|                          |           |                           |
| Nicoletti 19’ Gualco 31’ | Marcatori | 16’ Gaudenzi 18’ Rebonato |

| Arbitro: | Coppetelli (Tivoli) |

|  |           |             |
|  | Marcatori | 57’ Perrone |

| Arbitro: | Bruschini (Firenze) |

|                      |           |  |
| Bosco 64’ Pagano 86’ | Marcatori |  |

| Arbitro: | Paparesta (Bari) |

|               |           |                              |
| Di Nicola 88’ | Marcatori | 9’ Berlinghieri 66’ Rebonato |

| Arbitro: | Nicchi (Arezzo) |

|              |           |                 |
| Rebonato 78’ | Marcatori | 52’, 73’ Frutti |

| Messina 24 maggio 1987 34ª giornata | Messina          | 0 – 0 referto | Pescara | Stadio Giovanni Celeste\| Arbitro: \| Casarin (Milano) \| |
| Arbitro:                            | Casarin (Milano) |               |         |                                                           |

| Pisa 31 maggio 1987 35ª giornata | Pisa               | 0 – 0 referto | Pescara | Arena Garibaldi\| Arbitro: \| Lombardo (Marsala) \| |
| Arbitro:                         | Lombardo (Marsala) |               |         |                                                     |

| Arbitro: | Sguizzato (Verona) |

|                 |           |  |
| Marchegiani 52’ | Marcatori |  |

| Arbitro: | Mattei (Macerata) |

|              |           |            |
| Ugolotti 20’ | Marcatori | 73’ Benini |

| Arbitro: | Casarin (Milano) |

|           |           |  |
| Bosco 72’ | Marcatori |  |

### Coppa Italia

#### Primo girone
| Arbitro: | Coppetelli (Tivoli) |

|                  |           |                 |
| Berlinghieri 62’ | Marcatori | 2’ Corneliusson |

| Pescara 27 agosto 1986 2ª giornata | Pescara        | 0 – 0 | Fiorentina | Stadio Adriatico\| Arbitro: \| Boschi (Parma) \| |
| Arbitro:                           | Boschi (Parma) |       |            |                                                  |

| Arbitro: | Frigerio (Milano) |

|            |           |  |
| Baiano 89’ | Marcatori |  |

| Arbitro: | Fabricatore (Roma) |

|                                            |           |                     |
| Troise 29’ (rig.) Ricci 57’ Roccotelli 61’ | Marcatori | 81’ (rig.) Rebonato |

| Arbitro: | Scalise (Bologna) |

|                            |           |              |
| Pagano 10’ Ciarlantini 65’ | Marcatori | 69’ Pagliari |

## Statistiche

### Statistiche di squadra
| Competizione | Punti | Totale | Totale | Totale | Totale | Totale | Totale | DR  |
| Competizione | Punti | G      | V      | N      | P      | Gf     | Gs     | DR  |
| ------------ | ----- | ------ | ------ | ------ | ------ | ------ | ------ | --- |
| Serie B      | 44    | 38     | 16     | 12     | 10     | 43     | 33     | +10 |
| Coppa Italia | -     | 5      | 1      | 2      | 2      | 4      | 6      | -2  |
| Totale       |       | 43     | 17     | 14     | 12     | 47     | 39     | +8  |

### Statistiche dei giocatori
| Giocatore       | Serie B  | Serie B |
| Giocatore       | Presenze | Reti    |
| --------------- | -------- | ------- |
| G. Benini       | 32       | 2       |
| G Berardi       | 6        | 0       |
| C. Bergodi      | 34       | 0       |
| P. Berlinghieri | 23       | 1       |
| R. Bosco        | 35       | 4       |
| L. Bressan      | 4        | 0       |
| A. Camplone     | 36       | 0       |
| L. Ciarlantini  | 30       | 0       |
| L. Danese       | 1        | 0       |
| L. De Rosa      | 9        | 0       |
| G. Dicara       | 16       | 0       |
| G. Gatta        | 35       | 0       |
| O. Loseto       | 34       | 1       |
| F. Mancini      | 6        | 0       |
| F. Marchegiani  | 13       | 0       |
| L. Marchionne   | 6        | 0       |
| V. Minguzzi     | 4        | 0       |
| R. Pagano       | 37       | 7       |
| S. Rebonato     | 32       | 21      |
| L Romano        | 1        | 0       |
| D. Ronzani      | 24       | 0       |